# مجلس دير الزور العسكري
مجلس دير الزور العسكري هي فصيل مسلح ذات أغلبية عربية تابعة لقوات سوريا الديمقراطية، مقره في محافظة دير الزور. يتراوح عدد عناصره بين 15 ألفاً و20 ألف مقاتل.

## تاريخ

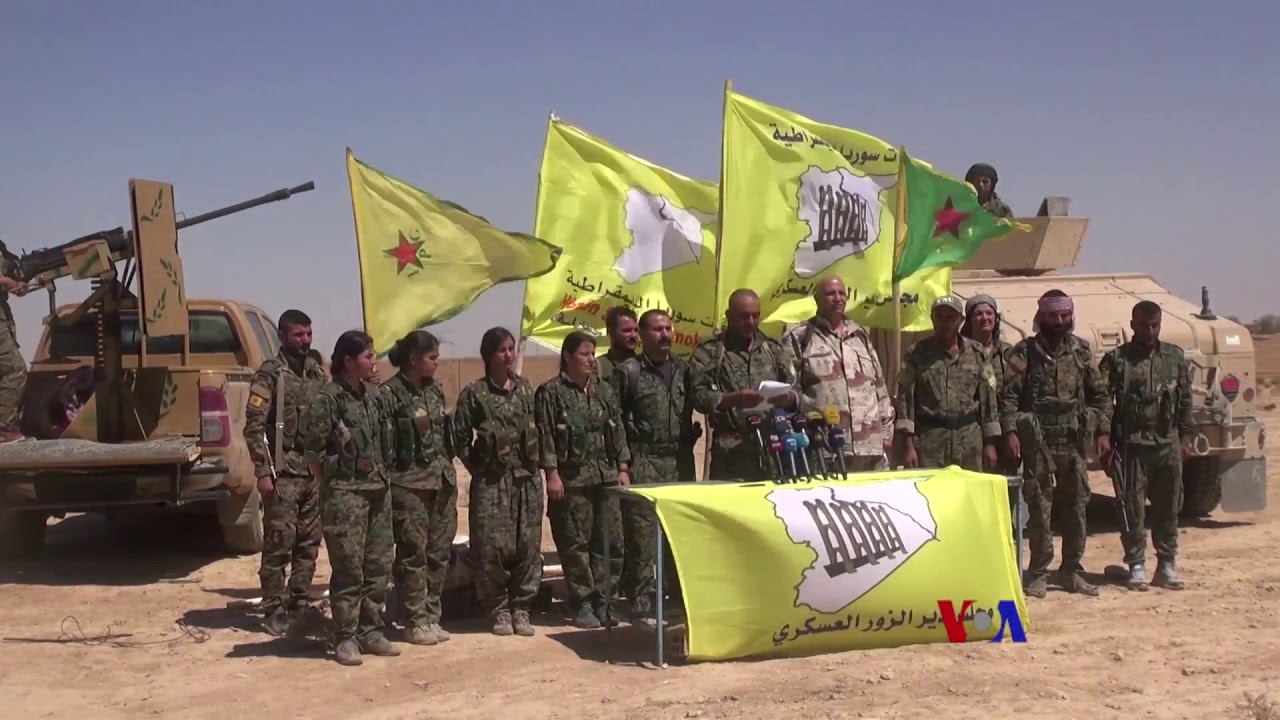
مجلس دير الزور العسكري وحلفاؤه يعلنون بدء هجومهم على دير الزور.

في 8 ديسمبر 2016، تأسس مجلس دير الزور العسكري خلال مؤتمر قوات سوريا الديمقراطية في الحسكة. ويتألف الأعضاء المجلس من بعض أعضاء المجلس المسلح السابق الذي يحمل نفس الاسم، والذي طرده تنظيم الدولة الإسلامية من المدينة في عام 2014، بعد أن انضم إلى قوات سوريا الديمقراطية في نوفمبر/تشرين الثاني 2016. لكن منظمة دير الزور 24 الموالية للمعارضة، نفت أن يكون قائد المجلس العسكري الملقب بأبو خولة قائداً في أي فصيل تابع للجيش السوري الحر. في 11 ديسمبر، أعلن المجلس أنه بعد الانتهاء من المرحلة الثانية من هجوم شمال الرقة، سيعيدون توجيه تركيزهم إلى محافظة دير الزور.
في 25 أغسطس 2017، غادر 800 مقاتل قوات النخبة ودمجوا في صفوف قوات سوريا الديمقراطية ومجلس دير الزور العسكري التابع لها. تألفت هذه القوات من 7 وحدات من مقاتلي عشائر البقارة والشعيطات المتمركزة في ريفي الرقة الشرقي وجنوب الحسكة من بينها تجمع شباب البقارة بقيادة ياسر الدحلة.
في 28 سبتمبر 2017، ألقت الشرطة العسكرية التابعة لقوات سوريا الديمقراطية القبض على ياسر الدحلة، واتهمته بعدم المشاركة بشكل فعال في هجوم قوات سوريا الديمقراطية على دير الزور و"الافتقار إلى الانضباط العسكري". ونفى تجمع شباب البقارة هذه الاتهامات، واتهم مجلس دير الزور العسكري بحرمان مقاتلي درع الفرات المنشقين عن قوات سوريا الديمقراطية من الانضمام إلى التجمع. وبحسب ما ورد هدد دحلة بوقف مشاركة مجموعته في هجوم دير الزور. وبعد فترة من تلك الحادثة، أطلق سراحه.
في 9 ديسمبر 2017، نفت التقارير التي تفيد بانشقاقه وانضمامه إلى القوات الحكومية، مع اعترافه بالخلافات بينه وبين قادة آخرين في قوات سوريا الديمقراطية. اشتبك مجلس دير الزور العسكري مع القوات الموالية للحكومة السورية خلال معركة خشام، بينما صرح بعض مقاتلي المجلس العسكري في أواخر فبراير 2018 أنهم يريدون المساعدة في الدفاع عن منطقة عفرين ضد عملية غصن الزيتون.

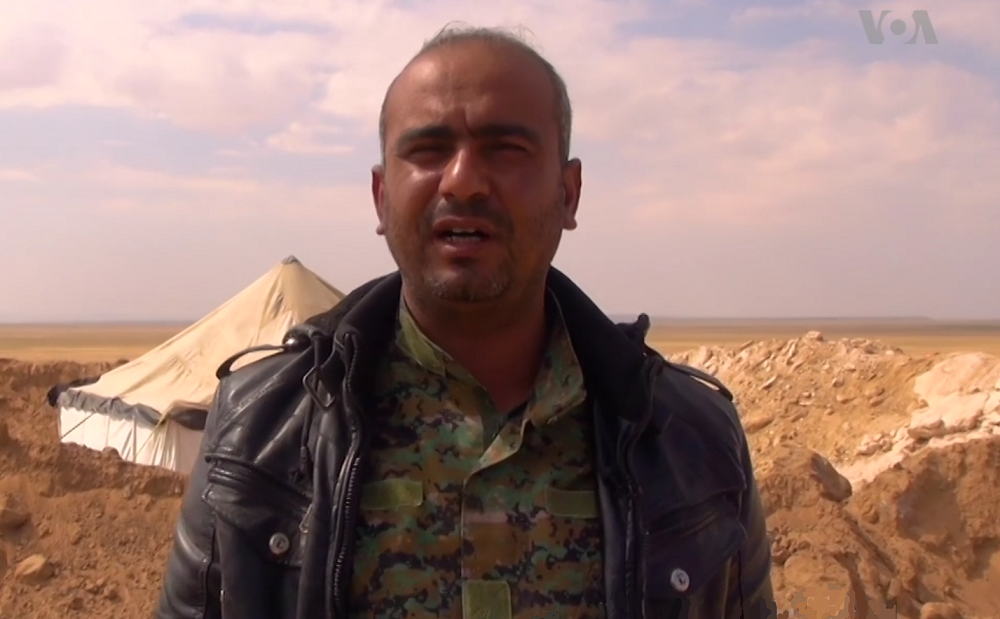
رشيد أبو خولة المعروف أيضًا باسم أحمد أبو خولة، شغل منصب القائد العام لمجلس دير الزور العسكري حتى اعتقاله من قبل قوات سوريا الديمقراطية عام 2023.

في 20 سبتمبر 2019، اندلعت احتجاجات في مناطق تحت قيادة قوات سوريا الديمقراطية في دير الزور تدعو إلى انسحاب الحكومة السورية وقواتها المتحالفة مع إيران من 7 كيلومترات من الأراضي بالقرب من خشام، بعد تهديدات من القوات الموالية للحكومة والقوات المدعومة من إيران في دير الزور، وردا على الاحتجاجات، أصدر قائد المجلس بيان نيابة عن المجلس العسكري في دير الزور أمام تجمع قبلي، بأنّهم سيحاربون القوات المؤيدة للحكومة والقوات المتحالفة إذا هاجموا. وفي الوقت نفسه، نفى متحدث آخر باسم قوات سوريا الديمقراطية أن قوات قسد كانت متورطة في تنظيم الاحتجاجات، لكنه اعترف بأن القوات لم تتخذ أي إجراءات ضدهم.
في 27 سبتمبر 2019، استمرت الاحتجاجات ضد الحكومة، حيث طالب المتظاهرون الحكومة بالانسحاب من الضفاف الشرقية لنهر الفرات وتسليمها إلى قوات سوريا الديمقراطية، وأن يحل مقاتلو قوات سوريا الديمقراطية محل القوات الحكومية في المنطقة.
في 29 أكتوبر 2019، قصف التحالف CJTF-OIR مواقع الجيش السوري في دير الزور، ردًا على قصف الجيش السوري للمناطق التي تسيطر عليها قوات سوريا الديمقراطية في دير الزور، في أعقاب قصف التحالف، كما وردت أنباء عن اشتباكات بين الجيش السوري. وقوات سوريا الديمقراطية (قسد) في المنطقة حيث دُمرت دبابة للجيش السوري.
وفي أغسطس 2023، بدأ مجلس دير الزور العسكري اشتباكات مع قوات سوريا الديمقراطية. أعلنت القبائل المحلية داخل مجلس دير الزور العسكري أنها سيطرت بشكل كامل على ست قرى تقع ضمن خمسة كيلومترات من الأراضي التي يسيطر عليها نظام الأسد بالقرب من نهر الفرات في 29 آب/أغسطس بعد انسحاب قوات سوريا الديمقراطية.